# Baureihe 250
Baureihe 250, następnie 155 - seria lokomotyw elektrycznych wyprodukowana w latach 1974-1984 dla kolei wschodnioniemieckich. Wyprodukowano 273  elektrowozy. Zostały wyprodukowane do prowadzenia ciężkich pociągów towarowych oraz pasażerskich na zelektryfikowanych liniach kolejowych. Przejęte przez koleje zjednoczonych Niemiec jako seria 155.

## Historia
Po zelektryfikowaniu saksońskich linii kolejowych, o dużych pochyleniach, kolej wschodnioniemiecka potrzebowała silnych elektrowozów do prowadzenia pociągów towarowych. Typowe lokomotywy serii E 42 były zbyt słabe, a przedwojenne maszyny serii E 94 coraz bardziej zużyte. Prace nad nowym projektem sześcioosiowej lokomotywy, roboczo oznaczonej E 51, rozpoczęto w połowie lat 60., z zamiarem uruchomienia produkcji w 1970 roku. Ostatecznie pierwsze trzy lokomotywy została przekazane kolejom DR w 1974 roku, a produkcja seryjna ruszyła od 1977 roku. Lokomotywy oznakowano jako seria (Baureihe) 250. Elektrowozy były eksploatowane do prowadzenia ciężkich pociągów towarowych i pasażerskich na zelektryfikowanych saksońskich liniach kolejowych zamiast przedwojennych elektrowozów Baureihe E 94. Ostatni elektrowóz został wyprodukowany we wrześniu 1984 roku. Wyprodukowano ich 273, do numeru 250 273. Po zjednoczeniu Niemiec zostały przejęte przez koleje DB pod oznaczeniem serii 155. Jeden elektrowóz jest zachowany jako eksponat zabytkowy.